# Emilio Delgado
Emilio Ernest Delgado (Calexico, 8 maggio 1940 – New York, 10 marzo 2022) è stato un attore statunitense.
Era noto per il ruolo di Luis, il proprietario del negozio di riparazioni, nella serie televisiva per bambini Sesamo apriti. 

## Carriera
Iniziò la sua carriera professionale a Los Angeles nel 1968.
Entrò a far parte del cast di Sesamo apriti nel 1971 e vi rimase fino al rinnovo del suo contratto, avvenuto alla fine del 2016, nell'ambito del progetto di riorganizzazione della serie da parte di Sesame Workshop.

## Filmografia parziale

### Cinema
- I figli del vento (Born to the Wind) – serie TV, 4 episodi (1982)
- Le avventure di Elmo in Brontolandia (The Adventures of Elmo in Grouchland), regia di Gary Halvorson (1999)
- Una rete di bugie (A Case of You), regia di Kat Coiro (2013)

### Televisione
- Sesamo apriti (Sesame Street) – serie TV, 654 episodi (1971-2022)
- Sulle strade della California (Police Story) – serie TV, un episodio (1976)
- Cannon – serie TV, un episodio (1976)
- Hawaii Squadra Cinque Zero (Hawaii Five-O) – serie TV, un episodio (1977)
- Delvecchio – serie TV, un episodio (1977)
- Lou Grant – serie TV, 19 episodi (1979-1982)
- Quincy (Quincy, M.E.) – serie TV, 2 episodi (1980-1981)
- I figli del vento (Born to the Wind) – serie TV (1981)
- Falcon Crest – serie TV, 2 episodi (1981-1982)
- Law & Order - I due volti della giustizia (Law & Order) – serie TV, episodio 10x19 (2000)
- Law & Order: Criminal Intent – serie TV, 2 episodi (2004-2007)
- Law & Order - Unità vittime speciali (Law & Order: Special Victims Unit) – serie TV, 2 episodi (2008-2021)
- Person of Interest – serie TV, un episodio (2011)
- House of Cards - Gli intrighi del potere (House of Cards) – serie TV, episodio 3x07 (2015)

## Doppiatori italiani
Nelle versioni in italiano delle opere in cui ha recitato, Emilio Delgado è stato doppiato da:
- Guido Celano in Sesamo apriti
- Guido Sagliocca in Law & Order - Unità vittime speciali (ep. 9x14)
- Domenico Crescentini in House of Cards - Gli intrighi del potere
- Domenico Brioschi in Law & Order: Criminal Intent (ep. 3x13)
- Santo Versace in Law & Order: Criminal Intent (ep. 7x01)